# SummerSlam 2015
SummerSlam 2015 è stata la ventottesima edizione dell'omonimo evento in pay-per-view prodotto annualmente dalla WWE. L'evento si è svolto il 23 agosto 2015 al Barclays Center di Brooklyn (New York).

## Storyline
A WrestleMania XXX nel 2014, Brock Lesnar ha sconfitto The Undertaker per interrompere la striscia d'imbattibilità a WrestleMania di quest'ultimo. Quattro mesi più tardi, Lesnar ha sconfitto John Cena a SummerSlam per vincere il WWE World Heavyweight Championship, ma lo ha perso l'anno seguente a WrestleMania 31 nel match contro Roman Reigns quando Seth Rollins ha incassato il Money in the Bank contract vincendo il titolo. Lesnar ha ricevuto il suo rematch contro Rollins a Battleground dove The Undertaker ha fatto il suo ritorno attaccando Brock Lesnar, facendo vincere quest'ultimo per squalifica ma non il titolo. Nella puntata di Raw successiva al pay-per-view è stato annunciato che Undertaker affronterà Lesnar nel main event dell'evento.
Ryback ha vinto l'Intercontinental Championship nell'Elimination Chamber match ad Elimination Chamber. A Money in the Bank, Big Show ha sconfitto Ryback per squalifica dopo che The Miz lo ha colpito, di fatto Ryback ha mantenuto il titolo. Il 22 giugno a Raw, è stato annunciato che Ryback doveva difendere il titolo intercontinentale contro The Miz e Big Show, ma Ryback ha sostenuto un intervento e il match è stato cancellato. Il 6 agosto sul sito ufficiale della WWE è stato annunciato che il match si svolgerà a SummerSlam.
A Money in the Bank, Bray Wyatt ha attaccato Roman Reigns durante il Money in the Bank ladder match, non permettendogli di vincere il match. A Battleground, Wyatt ha sconfitto Reigns dopo un'interferenza di Luke Harper che ha attaccato Reigns, riunendo la Wyatt Family con Wyatt. Il 6 agosto a SmackDown, Reigns e Dean Ambrose hanno sfidato Wyatt e Harper in un tag team match per SummerSlam, dove Wyatt ha accettato.
Il 18 giugno a SmackDown, Alicia Fox, si è alleata con le Bella Twins (Brie Bella e la Divas Champion Nikki Bella) quando Brie ha aiutato la Fox a vincere il match contro Paige, formando il "Team Bella". Il 13 luglio a Raw, Charlotte, Becky Lynch e l'NXT Women's Champion Sasha Banks, hanno fatto il loro debutto nel roster principale; Charlotte e la Lynch si sono alleate con Paige, formando un tag team match più tardi chiamato "PCB", mentre la Banks si è alleata con Naomi e Tamina, nominando il loro gruppo "Team B.A.D.". A Battleground, Charlotte ha sconfitto Brie e la Banks in un Triple Threat match. Il 10 agosto, è stato annunciato che a SummerSlam il Team Bella, PCB e Team B.A.D. si affronteranno in un Three-Team Elimination match.
A Battleground, i Prime Time Players hanno sconfitto il New Day per mantenere i WWE Tag Team Championship. Il 20 luglio a Raw, i Los Matadores hanno sconfitto i Prime Time Players, dopo una distrazione da parte del New Day. Il 27 luglio a Raw, i Lucha Dragons hanno vinto contro i Los Matadores. Il 30 luglio a SmackDown, i Lucha Dragons e i Los Matadores hanno sconfitto il New Day e gli Ascension. Successivamente sul sito ufficiale della WWE, è stato annunciato che i Prime Time Players dovranno difendere i titoli contro il New Day, i Los Matadores e i Lucha Dragons in un Fatal 4-way tag team match.
Il 25 maggio a Raw, Stardust si è confrontato con l'ospite speciale Stephen Amell, per poi perdere contro Neville. Il 13 luglio a Raw, Stardust ha sconfitto Neville. Il 10 agosto a Raw, Amell è stato nuovamente l'ospite speciale della puntata, Neville ha sconfitto King Barrett, ma è stato attaccato da Stardust, quest'ultimo poi ha assalito Amell che a sua volta lo ha attaccato, nel backstage Triple H ha annunciato che Amell e Neville affronteranno a SummerSlam Stardust e King Barrett.
Il 20 luglio a Raw, lo United States Champion John Cena ha sfidato il WWE World Heavyweight Champion Seth Rollins ad un match valido per il WWE World Heavyweight Championship, ma Rollins ha rifiutato. Il 27 luglio a Raw, Cena ha nuovamente sfidato Rollins, ma l'Authority ha invece forzato Cena a difendere lo United States Championship. Cena ha sconfitto Rollins, ma ha sofferto di una rottura del setto nasale. Il 3 agosto a Raw, Rollins ha sfidato a sua volta Cena in un "Winner Takes All match" a SummerSlam sia per il WWE World Heavyweight Championship che per lo United States Championship. L'11 agosto a Tough Enough, Cena ha accettato la sfida di Rollins.
Il 18 giugno a SmackDown, Kevin Owens ha sconfitto Cesaro. Il 29 giugno a Raw, Cesaro ha sconfitto lo United States Champion John Cena per squalifica a causa dell'interferenza di Owens. Il 20 luglio a Raw, Cesaro ha fatto coppia con Cena e Randy Orton sconfiggendo Owens, Rusev e Sheamus. Il 23 luglio a SmackDown, Owens ha attaccato Cesaro dopo il suo match contro Seth Rollins. Il 27 luglio a Raw, Cesaro ha attaccato Owens dopo il suo match contro Orton. Il 13 agosto è stato annunciato che Cesaro e Kevin Owens si affronteranno a SummerSlam.

## Risultati
| #  | Match                                                                               | Stipulazioni                                                                           | Durata |
| -- | ----------------------------------------------------------------------------------- | -------------------------------------------------------------------------------------- | ------ |
| 1  | Sheamus ha sconfitto Randy Orton                                                    | Single match                                                                           | 12:28  |
| 2  | Il New Day ha sconfitto i Los Matadores, i Lucha Dragons e i Prime Time Players (c) | Fatal four-way tag team match per il WWE Tag Team Championship                         | 11:20  |
| 3  | Dolph Ziggler (con Lana) vs. Rusev (con Summer Rae) è terminato in no-contest       | Single match                                                                           | 11:50  |
| 4  | Neville e Stephen Amell hanno sconfitto King Barrett e Stardust                     | Tag team match                                                                         | 07:35  |
| 5  | Ryback (c) ha sconfitto Big Show e The Miz                                          | Triple threat match per il WWE Intercontinental Championship                           | 05:33  |
| 6  | Dean Ambrose e Roman Reigns hanno sconfitto la Wyatt Family                         | Tag team match                                                                         | 10:55  |
| 7  | Seth Rollins (c) ha sconfitto John Cena (c)                                         | Single match per il WWE World Heavyweight Championship e lo United States Championship | 19:44  |
| 8  | Il Team P.C.B. ha sconfitto il Team B.A.D. e il Team Bella                          | Triple threat tag team elimination match                                               | 15:20  |
| 9  | Kevin Owens ha sconfitto Cesaro                                                     | Single match                                                                           | 14:18  |
| 10 | The Undertaker ha sconfitto Brock Lesnar (con Paul Heyman)                          | Single match                                                                           | 17:50  |